# Temnocerus semicyaneus
Temnocerus semicyaneus là một loài bọ cánh cứng trong họ Rhynchitidae. Loài này được Bedel miêu tả khoa học năm 1884.